# Liste der geschützten Landschaftsbestandteile im Landkreis Heidekreis
Im Landkreis Heidekreis gibt es drei ausgewiesene geschützte Landschaftsbestandteile.
| Kleingewässerschutzverordnung Landkreis Soltau-Fallingbostel     | BW | GLB HK 00001 |  | ⊙ |  | 7. Feb. 1984  |
| Baum-, Gehölz- und Feldheckenschutzsatzung Gemeinde Schwarmstedt | BW | GLB HK 00002 |  | ⊙ |  | 20. Juli 1989 |
| Landschaftsbestandteile der Gemeinde Bomlitz                     |    | GLB HK 00003 |  | ⊙ |  | 15. Mai 1991  |
| Legende für Geschützter Landschaftsbestandteil                   |    |              |  |   |  |               |